# Lucky Man/Knife-Edge
Lucky Man/Knife-Edge è il primo singolo del gruppo musicale inglese Emerson, Lake & Palmer, pubblicato nel 1970 sia dalla Island (per il mercato europeo) che dalla Cotillion (per quello statunitense) ed estratto dal loro album d'esordio. 

## I brani

### Lucky Man
Lucky Man, presente sul lato A del disco, è il brano scritto interamente da Greg Lake. Verrà pubblicato postumo, 52 anni dopo, come lato A del singolo Lucky Man/From the Beginning (Atlantic – serie Atlantic Oldies Series).

### Knife-Edge
Knife-Edge è il brano presente sul lato B del disco. Ed è un arrangiamento rock della Sinfonietta di Leoš Janáček (autore del tardo-classico, molto amato da Keith Emerson) con l'inciso strumentale contenente, a sua volta, una trascrizione fedele del tema dell'Allemanda dalla Suite Francese in Re minore BWV 812 di J. S. Bach; il testo è scritto dal duo Lake-Fraser.

## Tracce

### Lato A
1. Lucky Man – 4:37 (Greg Lake)

### Lato B
1. Knife-Edge – 5:06 (testo: Lake-Fraser – arr.: Keith Emerson su musiche di L. Janáček e J. S. Bach)

## Musicisti
- Keith Emerson – tastiere
- Greg Lake – basso, chitarre, voce
- Carl Palmer – batteria, percussioni

## Classifiche
| Classifica (1970)                 | Posizione massima |
| --------------------------------- | ----------------- |
| Belgio (Ultratop 50, Fiandre)     | 20                |
| Canadian Singles Chart (RPM)      | 25                |
| Germania (Official German Charts) | 23                |
| Paesi Bassi (Single Top 100)      | 14                |
| Stati Uniti (Billboard Hot 100)   | 48                |
| Stati Uniti (Cashbox Top Singles) | 65                |

| Classifica (1973)                 | Posizione massima |
| --------------------------------- | ----------------- |
| Canadian Singles Chart (RPM)      | 71                |
| Stati Uniti (Billboard Hot 100)   | 51                |
| Stati Uniti (Cashbox Top Singles) | 63                |